# El cel i la terra
El cel i la terra (títol original Heaven and Earth) és una pel·lícula franco-estatunidenca d'Oliver Stone, estrenada l'any 1993.
És el tercer film de la trilogia d'Oliver Stone consagrada al Vietnam (després de Platoon i Nascut un 4 de juliol). El film ha adaptat dues obres escrites pel Ly Hayslip sobre la seva experiència de la guerra del Vietnam, When Heaven and Earth Changed Places i Child of War, Woman of Peace.
Ha estat doblada al català.
Oliver Stone va participar en la Guerra del Vietnam (1965-1975). El film és marcat pels records de la seva experiència. No presenta tant la violència física, sinó més aviat la violència moral entra les dues oponents del conflicte, il·lustrat per la història d'aquesta jove vietnamita estirada entre dos mons que no volen ella, estirada entre el cel i la terra...
La interpretació de Tommy Lee Jones, en un paper prou inhabitual per ell, és particularment emocionant. El film consagra igualment el primer paper de l'actriu d'origen vietnamita Hiep Thi El.

## Argument
En un petit poble com n'hi ha milers al Vietnam, una jove descobreix la còlera d'un poble, el seu poble. En una família budista que envia dos dels seus fills a la guerra, reclutats gairebé per la força per les tropes del nord, els Việt Cộng estan lluny de ser els defensors de la pàtria que pretenen ser. Els americans i les forces governamentals del Vietnam de Sud tampoc no ho són. I trobem una perfecta critica dels dos camps d'aquesta guerra. Patint les pitjors humiliacions físiques i morals, la jove fuig cap a Saïgon, on el destí sembla acarnissar-se amb ella, fins al dia que coneix Steve Butler, un soldat americà qui cau bojament enamorat d'ella. Vol casar-se i portar-la als Estats Units.

## Repartiment
- Tommy Lee Jones: Steve Butler
- Joan Chen: Mama
- Haing S. Ngor: Papà
- Hiep Thi Le: El Ly Hayslip
- Thuan Le: Kim
- Debbie Reynolds: Eugenia
- Dustin Nguyen: Sau
- Vinh Dang: Bé
- Mai El Ho: Hai
- Dale Dye: Larry
- Tim Guinee: el jove sergent
- Robert John Burke: Paul, una G.I.
- Vivian Wu: Madame Lien
- Long Nguyen: Anh
- Michael Paul Chan: el interrogador
- Timothy Carhart: Big Mike
- Conchata Ferrell: Bernice
- Sean Stone: el jove amb els missioners jesuïtes (no surt als credits)

## Música
La banda original del film ha estat composta pel japonès Kitaro, que aconsegueix el Globus d'Or a la millor banda sonora original pel seu treball.Totes les cançons foren escrites i compostes per Kitaro. 
| 1.  | «Heaven And Earth (Land Theme)»                                  | Kitaro              | 7:38  |
| 2.  | «Sau Dau Tree»                                                   | Kitaro, Hiep Thi Le | 3:37  |
| 3.  | «Ahn & Le Ly Love Theme»                                         | Kitaro              | 4:55  |
| 4.  | «Saigon Reunion»                                                 | Kitaro              | 5:48  |
| 5.  | «ARVN»                                                           | Kitaro              | 3:41  |
| 6.  | «Sau Nightmare»                                                  | Kitaro              | 0:58  |
| 7.  | «V.C. Bonfire»                                                   | Kitaro              | 0:47  |
| 8.  | «Trong Com»                                                      | Kitaro              | 0:43  |
| 9.  | «Ahn's House: Entrance/ Please Come Visit My Village of Hoa Qui» | Kitaro, Hiep Thi Le | 6:26  |
| 10. | «Destiny»                                                        | Kitaro              | 1:13  |
| 11. | «Last Phone Call»                                                | Kitaro              | 1:40  |
| 12. | «A Child Without A Father»                                       | Kitaro              | 2:04  |
| 13. | «Village Attack/ The Arrest»                                     | Kitaro              | 1:21  |
| 14. | «Walk To The Village»                                            | Kitaro              | 2:59  |
| 15. | «Steve's Ghosts»                                                 | Kitaro              | 1:31  |
| 16. | «Return To Vietnam»                                              | Kitaro              | 2:04  |
| 17. | «Heaven And Earth (End Title)»                                   | Kitaro              | 10:27 |

## Premis i nominacions

### Premis
- Globus d'Or 1994: Globus d'Or a la millor banda sonora original per Kitaro[3]

### Nominacions
- ASC Awards 1994: millor fotografia d'un film per Robert Richardson
- Awards of the Japanese Academy 1994: millor film estranger

## Crítica
- "La més fluixa de la sèrie de pel·lícules d'Oliver Stone sobre el Vietnam"[4]
- "El resultat no aconsegueix a les pretensions per culpa d'un guió a l'excés desmanegat. (...) un drama dels èpics de factura més que notable."[5]